# Ararat (Carolina del Nord)
Ararat és una comunitat no incorporada en el Municipi Long Hill del Comtat Surry (Carolina del Nord). Ararat és situada sobre, i és anomenada així per, el riu Ararat.